# 後藤一蔵
後藤 一蔵（旧字体：後藤󠄁 一藏、ごとう いちぞう、1893年（明治26年）9月23日 - 1954年（昭和29年）10月5日）は、昭和期の政治家、実業家。後藤新平の長男で、伯爵。貴族院伯爵議員を務め、実業家としては電力会社の矢作水力や同社から派生した化学メーカー東亞合成化学工業（現・東亞合成）にかかわった。娘婿に鈴木正雄。

## 経歴
1893年（明治26年）9月23日、後藤新平の長男として生まれる。父新平は一蔵の誕生後、台湾総督府民政長官、南満州鉄道総裁、逓信大臣、内務大臣、外務大臣などを歴任。男爵、子爵を経て1928年（昭和3年）に伯爵に叙された。一蔵は学習院高等科を経て1915年（大正4年）よりアメリカ合衆国へ留学し、1920年（大正9年）、コロンビア大学政治経済科を卒業。帰国後は実業界に入り、まず鐘淵紡績に入社した。
1929年（昭和4年）、父の死去に伴い家督を相続し伯爵を襲爵した。1932年（昭和7年）、奥平昌恭にかわって研究会から貴族院伯爵議員に推され、同年7月当選。1939年（昭和14年）7月の改選でも再選し、以降1947年（昭和22年）5月まで貴族院議員を務めている。内閣委員、大東亜省委員、鉄道会議議員を歴任したほか、1938年（昭和13年）には第23回万国議員商事会議（ワルシャワ）および第34回列国議会同盟会議（ハーグ）に出席した。
1926年（大正15年）3月、天竜川開発を目的とする電力会社天竜川電力株式会社が設立されると、後藤は常務取締役に就任した（社長は福澤桃介）。同社は当時の大手電力会社大同電力の傍系会社で、後藤は村瀬末一や工学博士の山形要助らとともに大同電力を代表して天竜川電力の役員に選任された。ちなみに大同電力副社長（後に社長）の増田次郎は、かつて父新平の秘書官を務めた人物である。
就任以降天竜川電力の常務として電力業界で活動するが、1931年（昭和6年）に同社が同じ福澤系の矢作水力株式会社へと合併されたのに伴い、矢作水力に転ずる。引き続き常務を務め、社長の福澤駒吉、副社長成瀬正忠の下で、同じく常務の久留島通彦とともに経営方面を担当した。太平洋戦争下の統制政策によって同社が解散する1942年（昭和17年）4月まで常務に在任している。解散後は、矢作水力の化学工業部門が独立した矢作工業、後の東亞合成化学工業株式会社（現・東亞合成）の取締役に転じた。
戦後の1947年5月、日本国憲法の施行による華族制度廃止に伴い爵位は失効し、貴族院も廃止された。1948年（昭和23年）10月、東亞合成化学工業の取締役を辞し監査役に転ずる。
1954年（昭和29年）10月5日、心臓病のため東京都港区麻布三軒家町の自宅で死去した。満61歳没。東亞合成化学工業監査役に在任したままであった。

## 主な役職
- 貴族院伯爵議員：1932年7月 - 1947年5月
- 天竜川電力株式会社常務取締役：1926年 - 1931年
- 矢作水力株式会社常務取締役：1931年11月 - 1942年4月[8]
- 東亞合成化学工業株式会社（現・東亞合成）役員
  - 取締役：1942年5月 - 1948年10月
  - 監査役：1948年10月 - 1954年10月

ほかにも秋田鉄道株式会社取締役を務めていたのが確認できる。